# Lolohia
Lolohia is een bestuurslaag in het regentschap Nias Barat van de provincie Noord-Sumatra, Indonesië. Lolohia telt 500 inwoners (volkstelling 2010).